# Nalmuisenrivier (Lainiorivier)
De Nalmuisenrivier (Zweeds: Nalmuisenjoki) is een rivier die stroomt in de Zweedse  gemeente Kiruna. De rivier ontstaat op de oostelijke hellingen van de Siuru en stroomt door het moeras Nalmuisenkursu. De rivier stroomt naar het noordoosten weg en geeft haar water af aan de Alanen Siururivier. Samen zijn ze circa 22 kilometer lang.
Afwatering: Nalmuisenrivier → Alanen Siururivier → Lainiorivier → Torne → Botnische Golf